# نمط بيئي

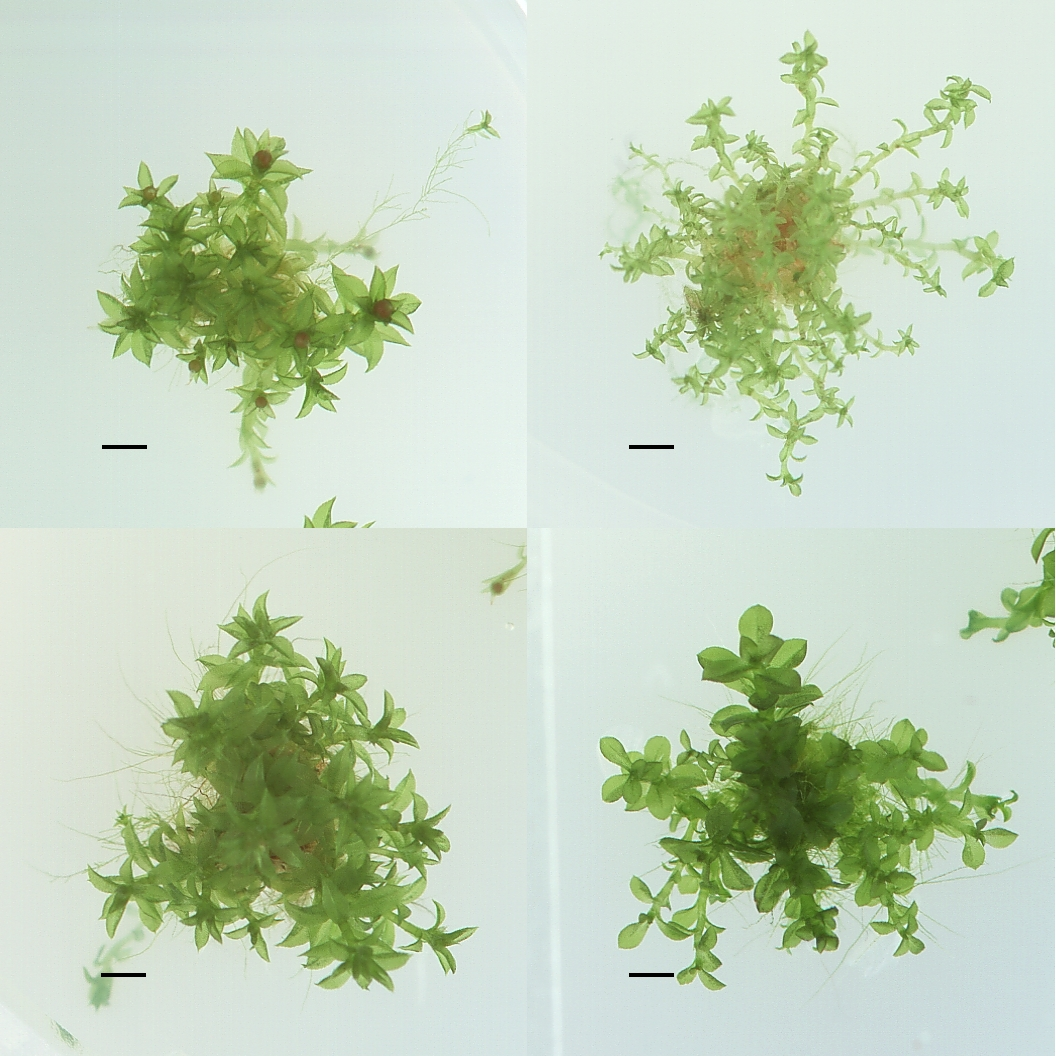
أربعة أنماط بيئية مختلفة لنباتات حزازية

النمط البيئي النوع البيئي (بالإنجليزية: Ecotype)‏ ، هو رتبة تصنيفية لفرد أو مجموعة من نوع معين، مميزة ظاهريا أو وراثيا عن باقي أفراد نوعه، بخصائص متكيفة مع موائل مختلفة.
مع أن التحليل الجيني يزداد انتشارا يوما بعد يوم، إلا أن النمط البيئي لا يزال اليون  محددا وفقا للبيانات المورفولوجية والفسيولوجية والبيئية. هذا النوع من الاختلاف يشبه إلى حد بعيد التكيف.

## تاريخ
ظهر مصطلح نمط بيئي أول مرة في مقالة علمية كتبها عالم النبات السويدي السيد غوت توريسون، هذ الأخير الذي عرف المصطلح على أنه وحدة بيئية تميز بين أفراد من نفس النوع، نتيجة لتطورها الناتج عن الظروف البيئية الخاصة بموئلها.
دراساته التي تمحورت حول النباتات، وكيفية انتقال الصفاة الأبوية وفقا لقوانين الوراثة المندلية، التي كانت في ذلك الوقت محور تركيز رئيسي للعلماء في مجال العلوم.
حاول توريسون من خلال المقالة تسليط الضوء على الجوانب البيئية والتجريبية للتمايز بين الأنواع في البيئات الطبيعية، والتي في نظره تم إهمالها ولم يتم التركيز عليها ولا الإشارة لها إلا قليلا.
«على الرغم من أن الجانب الجيني المحض لمشكلة [التنوع] يظل مفهوما إلى حد ما، لا يوجد شيء قادر على تأسيس منظور يمكن الاعتماد عليه بشأن أهمية العوامل الالبيئية في عملية التمايز بين الكائنات الحية.» غوت توريسون (1922) 
عمل توريسون لم يتوقف فقط عند هذا الحد. بل تواصل لعدة سنوات لاحقة، شارك خلالها في الجدل والنقاش الدائر حول المصطلح مع أعضاء آخرين من المجتمع العلمي. لم يوافق العديد منخبراء التصنيف في ذلك الوقت على المصطلح، معللين ذلك بعدم وجود استخدامات حقيقية له، ولايمكن تطبيقه إلا في حالة وجود اختلافات بين أنواع تنتمي لمجموعة ثابتة.
دفعت هذه المعارضة  بتوريسون نحو تعديل وجهة نظره بشأن المصطلح في محاولة لإعادة تعريفه.و انطلاقا من المقالات التي قام بنشرها في السنوات اللاحقة، وضح أن الأنماط البيئية التي نعرفها هي نتاج للانتقاء الطبيعي، الذي يعمل على إصلاح الفروقات السابقة بين صفات النوع الوراثة وبيئته المحيطة، لنحصل في النهاية على أنواع متكيفة مع وسط عيشها، ناتجة عن اندماج بين الصفات الوراثية للنوع والبيئة المحيطة.
من أجل فهم أفضل لعملية الاندماج هذه، قام ثلاثة علماء نباتات من جامعة ستانفورد في كاليفورنيا وهم جينز كلوسن، ديفيد كيك، وويليام هيسي، على مدى أكثر من 20 سنة بعدة دراسات من أجل تطوير نهج تصنيفي تجريبي، يساعد في فحص أكثر تفصيلا للتفاوتات التكيفية للعديد من أنواع النباتات استجابة للبيئة. من خلال مجموعة واسعة من الأسر النباتية المختلفة، تمكن هؤلاء العلماء من إثبات تطورا موازي للنمط البيئي السطحي والداخلية والبيني.
في وقت لاحق، أشار كلوسن إلى هذه الظاهرة باستخدام مصطلح «العرق البيئي»، اعتبر أن تشكيل النمط البيئي (أو العرق البيئي) هو أساسي في عملية التسلسل الزمني قبل حدوث الاندماج، حسب رأيه الأنماط البيئية هي نتائج لعملية التكيف المحلي (مع ظروف الموئل) جنبا إلى جنب مع وجود الحواجز التكاثرية البيئية.

## تشكل الأنماط البيئية
على الرغم من أنه لا يوجد حتى الآن، توافق عام في الآراء حول كيفية تشكيل النمط البيئي ، إلا أن العديد من الدراسات والتجارب  بينت أن تشكل الأنماط البيئية في بعض الأحيان يكون فقط عندما تفصلها مسافات مكانية كبيرة (تقدر بأكثر من 1000 كم).و يرجع ذلك إلى ما يسمى بالتهجين، أي تقاطع الأصناف المجاورة التي تنتمي إلى نفس النوع (أو بصفة عامة إلى نفس المرتبة التصنيفية)، وبذلك فهي تتجاوز الانتقاء المحلي.
في المقابل، تكشف دراسات أخرى أن العكس يمكن أن يحدث، أي ظهور الأنماط البيئية  على نطاق جغرافي صغيرة جدا (يقدر ب10 م)، على مستوى الساكنة بالرغم من وجود التهجين.
داخل نفس الأنماط البيئية، من الشائع جدا وجود اختلافات جغرافية مستمرة وتدريجية، تفرض تغيرات ظاهرية و/أو جينية مماثلة. تسمى هذا الظاهرة باسم الكلاين (الكلاين هو نوع أو سلالة، تتميز بتطور مورفولوجي أو فيزيولوجي بطئي داخل نفس الساكنة).و من الأمثلة المعروفة على الكلاين هو طاهرة تدرج لون البشرة في المخموعات السكانية الشرية حول العالم، والتي ترتبط بخط العرض وكمية أشعة الشمس الواصلة إلى سطح الأرض.
في كثير من الأحيان يكون توزيع الأنواع البيئية إما ثنائية الوسائط أو متعددة الوسائط.مما يعني أن النمط البيئي قد يعرض اثنين أو أكثر من المظاهر المميزة والمتقطعة حتى في داخل نفس المجموعة السكانية.
يمكن أن تؤدي هذه الظاهرة إلى حدوث اختلافات في حالة ما إذا تغيرت الظروف في بيئة محلية تغيرا جذريا في المكان أو الزمان.

## النباتات
الأصناف التي تظهر تلقائيا يمكن تسويقها واستعمالها في الزراعة بعد الموافقة عليها وإدراجها في كتالوج الرسمية، في إطار ما يسمى بالأصناف المستنبة المحلية الناتجة عن عملية نتيجة اصطفاء بعد تكيفها مع بيئة معينة (أنماط بيئية).

## الأمثلة

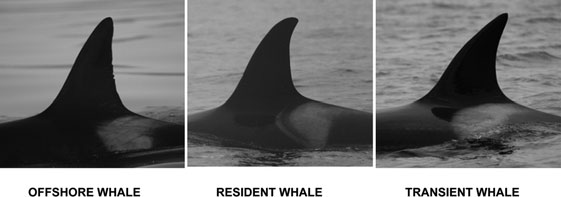
الزعانف الظهرية للأنماط البيئية الثلاثة للحيتان القاتلة الموجودة في النصف الشمالي للكرة الأرضية.

- الحوت القاتل هي على الأرجح الأنواع الحيوانية الأكثر لفتا من حيث التنويع البيئي.في الوقت الحاضر، تعد الأُوركة وكانها نوع واحد وكلها من نفس النوع، مع نظام غذائي متنوع جدا.

لكن، العديد من الدراسات التي أجريت على البيئة الطبيعية لهذه المفترسات المهيمنة أظهرت العكس تماما، حيث أكدت وجود العديد من الأنماط البيئية للحوت القاتل والتي تحمل اختلافات مورفولوجية (الشكل والمظهر) وسلوكية وأيضا تغذوية، تبعا لتوزيعها عبر المحيطات.
يمكن تقسيمها إلى ثلاث أنواع رئيسية مختلفة وفقا لنظامها الغذائي في النصف الشمالي للكرة الأرضية.فنجد الأُركة المتجولة التي تتغذى أساسا على الثدييات،الأُركة المقيمة، و الأُركة البعيدة عن الشاطئ.
تعيش هذه النماذج الحية بشكل مستقل عن بعضها البعض، لدرجة عدم وجود أي تفاعل أو احتكاك بينها (إن وجد فهو قليل جدا).لذلك فهي تعتبر أشكالا متواطنة (ودية) من نفس النوع، لكونها لا تختلط على الرغم من أنها تشترك في نفس المنطقة. هذا الفصل السلوكي بين الأنماط البيئية المتواطنة تتم المحافظة عليه من خلال الآليات الثقافية بين أفراد الساكنة، وهي ظاهرة نادرة جدا عند أنواع الثدييات الغير بشرية.
- الرنة هو نوع آخر ينقسم عادة إلى عدة أنماط بيئية مختلفة. جميع ساكنة حيوانات الرنة في أمريكا الشمالية وأوروبا وآسيا هي في الواقع واحدة من نفس النوع.

على مر السنين، وضع الباحثون نظام تصنيف للتمييز بين الأفراد على أسس سلوكية وبيئية.في كندا مثلا، تم اقتراح ثلاثة أنماط بيئية كبيرة وفقا للاستراتيجيات التي تتبعها كل ساكنة خلال موسم التكاثر.
الرنة الشمالي الذي يشير للنمط البيئي «المستقر» الموجود في الغابات الشمالية في
نيوفاوندلاند وشمال شرق كولومبيا البريطانية، يعيش هذا النوع من حيوانات الرنة على شكل مجموعات صغيرة خلال موسم التكاثر، حيث تنتشر على مساحة شاسعة تصل إلى آلاف الكيلومترات المربعة، ساكنة هذا النوع تعتبر مستقرة مقارنة بالنمط البيئي المصنف تحت اسم الرنة المهاجر، الذي يتجمع أفراده في قطعان تتألف من آلاف الأفراد في فصل الربيع، خلال موسم التكاثر.وتقوم بهجرة موسمية كبيرة تصل إلى أكثر من مائة كيلومتر، وتنتشر من أحد طرفي البلد وصولا إلى الطرف الآخر. أما النمط البيئي الثالث فيصنف تحت اسم رنة الجبال، لأن إناث هذا النوع من الرنة تضع ذريتها في أعالي الجبال في مناطق جبال الألب بالغابة الشمالية.و قد يكون له سلوك مستقر أو مهاجر، حسب عدد الأفراد في القطيع.
- الصنوبر البري هو الآخر يتوفر على حوالي 20 نمطًا بيئيًا مختلفا على طول المنطقة الممتدة من اسكتلندا إلى سيبيريا، وكلها قادرة على التكاثر ونقل صفاتها نحو الأجيال الموالية.[16]